# Vòng loại bóng đá nữ Thế vận hội Mùa hè 2024 khu vực châu Á
Vòng loại bóng đá nữ Thế vận hội Mùa hè 2024 khu vực châu Á (tiếng Anh: 2024 AFC Women's Olympic Qualifying Tournament) là lần tổ chức thứ sáu của vòng loại bóng đá nữ Thế vận hội Mùa hè khu vực châu Á, giải đấu vòng loại được Liên đoàn bóng đá châu Á (AFC) tổ chức để xác định các đội tuyển nữ quốc gia thuộc châu Á tham dự giải bóng đá Thế vận hội. Hai đội đứng đầu vòng loại sẽ giành quyền tham dự giải bóng đá nữ Thế vận hội Mùa hè 2024 ở Pháp với tư cách là đại diện của AFC. 
Úc và Nhật Bản là hai đội đã chiến thắng trong hai cặp trận play-off và sẽ đại diện châu Á tham dự môn bóng đá nữ tại Thế vận hội Mùa hè 2024.

## Thể thức
Trong số 47 quốc gia thành viên của Liên đoàn bóng đá châu Á (AFC), đã có 31 đội tuyển tham dự vòng loại. Thể thức như sau:
- Vòng 1: Năm đội tuyển có thứ hạng cao nhất trên Bảng xếp hạng bóng đá nữ FIFA ngày 9 tháng 12 năm 2022 – gồm Cộng hòa Dân chủ Nhân dân Triều Tiên, Nhật Bản, Úc, Trung Quốc và Hàn Quốc – được vào thẳng vòng hai. 26 đội còn lại được chia thành tám bảng, năm bảng 4 đội và hai bảng 3 đội. Mỗi bảng thi đấu vòng tròn tính điểm một lượt ở một quốc gia chủ nhà. Bảy đội đứng đầu mỗi bảng lọt vào vòng sau.
- Vòng 2: Mười hai đội (gồm bảy đội vượt qua vòng một và năm đội dẫn đầu bảng xếp hạng FIFA) được chia làm ba bảng bốn đội. Mỗi bảng thi đấu vòng tròn tính điểm một lượt ở một quốc gia chủ nhà. Ba đội nhất bảng và một đội nhì bảng có thành tích tốt nhất lọt vào vòng ba.
- Vòng 3 (vòng cuối cùng): Bốn đội vượt qua vòng hai được chia thành hai cặp đấu, thi đấu theo thể thức sân nhà sân khách. Hai đội chiến thắng giành quyền dự Thế vận hội.

## Các đội tham dự
Lễ bốc thăm cho vòng một được tổ chức vào ngày 12 tháng 1 năm 2023 tại tòa nhà AFC ở Kuala Lumpur, Malaysia. Thứ hạng trên bảng xếp hạng bóng đá nữ FIFA vào tháng 9 năm 2022 của các đội được hiển thị trong dấu ngoặc đơn.
| 1. CHDCND Triều Tiên (10) 2. Nhật Bản (11) 3. Úc (12) 4. Trung Quốc (13) 5. Hàn Quốc (15) |

| Nhóm 1 | Nhóm 2 | Nhóm 3 | Nhóm 4                                                                                                 |
| --- | --- | --- | --- |
| 1. Việt Nam (34) 2. Đài Bắc Trung Hoa (39) 3. Thái Lan (41) (H)* 4. Myanmar (48) (H)* 5. Uzbekistan (49) (H)* 6. Philippines (53) 7. Ấn Độ (61) | 1. Iran (68) 2. Jordan (69) 3. Hồng Kông (77) 4. Indonesia (97) 5. Nepal (103) (H)* 6. Kyrgyzstan (124) (H)* 7. Mông Cổ (129) | 1. Palestine (130) (W) 2. Singapore (134) 3. Turkmenistan (137) (W) 4. Bangladesh (140) (W) 5. Liban (142) (H)* 6. Tajikistan (144) (H)* 7. Đông Timor (153) | 1. Sri Lanka (155) (W) 2. Maldives (159) (W) 3. Pakistan (160) 4. Bhutan (177) 5. Afghanistan (NR) (W) |

Ghi chú
- Các đội tuyển trong chữ đậm vượt qua vòng loại cho Thế vận hội.
- (H): Chủ nhà bảng đấu loại ở vòng 1 (* tất cả đã chọn với tư cách là chủ nhà bảng đấu sau khi bốc thăm, chủ nhà bảng còn lại tại địa điểm trung lập)
- (N): Không phải là thành viên của Ủy ban Olympic Quốc tế, không đủ tư cách tham dự Thế vận hội.
- (W): Rút lui sau khi bốc thăm.

## Vòng 1
Vòng loại đầu tiên đã diễn ra từ ngày 1 đến 11 tháng 4 năm 2023.
Các tiêu chí
Các đội được xếp hạng theo điểm (3 điểm cho một trận thắng, 1 điểm cho một trận hòa, 0 điểm cho một trận thua), và nếu bằng điểm, các tiêu chí xếp hạng sau đây sẽ được áp dụng, theo thứ tự đưa ra, để xác định thứ hạng (Điều lệ mục 13.2):
1. Hiệu số bàn thắng thua trong tất cả các trận đấu bảng;
2. Số bàn thắng ghi được trong tất cả các trận đầu bảng;
3. Điểm thu được trong các trận đấu giữa các đội bằng điểm;
4. Hiệu số bàn thắng thua trong các trận đấu giữa các đội bằng điểm;
5. Số bàn thắng ghi được trong các trận đấu giữa các đội bằng điểm;
6. Điểm kỷ luật (thẻ vàng = −1 điểm, thẻ đỏ gián tiếp (thẻ vàng thứ hai) = −3 điểm, thẻ đỏ trực tiếp = −4 điểm, thẻ vàng và thẻ đỏ trực tiếp = −5 điểm);
7. Bốc thăm.

| Lượt đấu   | Ngày đấu              | Các trận đấu      | Các trận đấu      | Các trận đấu         |
| Lượt đấu   | Ngày đấu              | Bảng A, E (4 đội) | Bảng D, F (3 đội) | Bảng B, C, G (2 đội) |
| ---------- | --------------------- | ----------------- | ----------------- | -------------------- |
| Lượt đấu 1 | 1–5 tháng 4 năm 2023  | 1 v 4, 2 v 3      | 3 v 1             | 2 v 1                |
| Lượt đấu 2 | 4–8 tháng 4 năm 2023  | 4 v 2, 3 v 1      | 2 v 3             | 1 v 2                |
| Lượt đấu 3 | 7–11 tháng 4 năm 2023 | 1 v 2, 3 v 4      | 1 v 2             | –                    |

### Bảng A
- Tất cả các trận đấu diễn ra tại Uzbekistan.
- Thời gian được liệt kê là UTC+5.

| VT | Đội            | ST | T | H | B | BT | BB | HS  | Đ | Giành quyền tham dự |
| -- | -------------- | -- | - | - | - | -- | -- | --- | - | ------------------- |
| 1  | Uzbekistan (H) | 3  | 3 | 0 | 0 | 19 | 0  | +19 | 9 | Vòng 2              |
| 2  | Bhutan         | 3  | 2 | 0 | 1 | 5  | 11 | −6  | 6 |                     |
| 3  | Jordan         | 3  | 1 | 0 | 2 | 4  | 10 | −6  | 3 |                     |
| 4  | Đông Timor     | 3  | 0 | 0 | 3 | 2  | 9  | −7  | 0 |                     |

| Jordan                                                  | 3–1      | Đông Timor    |
| ------------------------------------------------------- | -------- | ------------- |
| - Al-Majali 45+3' (ph.đ.) - Jbarah 61' - Abu-Sabbah 82' | Chi tiết | - Nilda 90+5' |

| Uzbekistan                                                                                    | 9–0      | Bhutan |
| --------------------------------------------------------------------------------------------- | -------- | ------ |
| - Khabibullaeva 2', 20', 45+1', 48', 73' - Karachik 30', 42' - Norboeva 51' - Shoyimova 90+1' | Chi tiết |        |

| Bhutan                 | 2–1      | Jordan                 |
| ---------------------- | -------- | ---------------------- |
| - N.Dema 64' - Rai 76' | Chi tiết | - Jbarah 90+2' (ph.đ.) |

| Đông Timor | 0–3      | Uzbekistan                                     |
| ---------- | -------- | ---------------------------------------------- |
|            | Chi tiết | - Nabiqulova 59' - Zoirova 70' - Shoyimova 79' |

| Đông Timor        | 1–3      | Bhutan                             |
| ----------------- | -------- | ---------------------------------- |
| - Godelivia 90+5' | Chi tiết | - N. Dema 43', 67' - J. Choden 75' |

| Uzbekistan                                                                        | 7–0      | Jordan |
| --------------------------------------------------------------------------------- | -------- | ------ |
| - Zoirova 9' - Ablyakimova 18' - Khabibullaeva 44', 49', 63' - Kudratova 56', 58' | Chi tiết |        |

### Bảng B
- Tất cả các trận đấu diễn ra tại Myanmar.
- Thời gian được liệt kê là UTC+6:30.

| VT | Đội         | ST | T | H | B | BT | BB | HS | Đ | Giành quyền tham dự |
| -- | ----------- | -- | - | - | - | -- | -- | -- | - | ------------------- |
| 1  | Iran        | 2  | 1 | 1 | 0 | 2  | 1  | +1 | 4 | Vòng 2              |
| 2  | Myanmar (H) | 2  | 0 | 1 | 1 | 1  | 2  | −1 | 1 |                     |
| 3  | Bangladesh  | 0  | 0 | 0 | 0 | 0  | 0  | 0  | 0 | Rút lui             |
| 4  | Maldives    | 0  | 0 | 0 | 0 | 0  | 0  | 0  | 0 | Rút lui             |

| Iran             | 1–0      | Myanmar |
| ---------------- | -------- | ------- |
| - Chatrenoor 52' | Chi tiết |         |

| Myanmar               | 1–1      | Iran        |
| --------------------- | -------- | ----------- |
| - Win Theingi Tun 57' | Chi tiết | - Zandi 14' |

### Bảng C
- Tất cả các trận đấu diễn ra tại Nepal.
- Thời gian được liệt kê là UTC+5:45.

| VT | Đội         | ST | T | H | B | BT | BB | HS | Đ | Giành quyền tham dự |
| -- | ----------- | -- | - | - | - | -- | -- | -- | - | ------------------- |
| 1  | Việt Nam    | 2  | 2 | 0 | 0 | 7  | 1  | +6 | 6 | Vòng 2              |
| 2  | Nepal (H)   | 2  | 0 | 0 | 2 | 1  | 7  | −6 | 0 |                     |
| 3  | Afghanistan | 0  | 0 | 0 | 0 | 0  | 0  | 0  | 0 | Rút lui             |
| 4  | Palestine   | 0  | 0 | 0 | 0 | 0  | 0  | 0  | 0 | Rút lui             |

1. ↑  Afghanistan đã bị AFC loại khỏi giải đấu. Liên đoàn bóng đá Afghanistan (AFF) đã đưa ra một tuyên bố rằng họ sẽ không cho phép các cầu thủ của mình thi đấu ngoài nước để đại diện cho họ hay có ý định thành lập một đội tuyển quốc gia nữ trái với một bài đăng trên mạng xã hội vào tháng 2 năm 2023. Đội bóng ban đầu bị giải thể sau khi Taliban tiếp quản Afghanistan vào năm 2021.

| Nepal          | 1–5      | Việt Nam                                                                                                |
| -------------- | -------- | --- |
| - Bhandari 79' | Chi tiết | - Phạm Hải Yến 11' - Huỳnh Như 36' (ph.đ.), 48' - Nguyễn Thị Bích Thùy 38' - Nguyễn Thị Thanh Nhã 90+1' |

| Việt Nam              | 2–0      | Nepal |
| --------------------- | -------- | ----- |
| - Phạm Hải Yến 6', 7' | Chi tiết |       |

### Bảng D
- Tất cả các trận đấu diễn ra tại Thái Lan.
- Thời gian được liệt kê là UTC+7:00.

| VT | Đội          | ST | T | H | B | BT | BB | HS  | Đ | Giành quyền tham dự |
| -- | ------------ | -- | - | - | - | -- | -- | --- | - | ------------------- |
| 1  | Thái Lan (H) | 2  | 2 | 0 | 0 | 12 | 0  | +12 | 6 | Vòng 2              |
| 2  | Mông Cổ      | 2  | 0 | 1 | 1 | 2  | 8  | −6  | 1 |                     |
| 3  | Singapore    | 2  | 0 | 1 | 1 | 2  | 8  | −6  | 1 |                     |
| 4  | Sri Lanka    | 0  | 0 | 0 | 0 | 0  | 0  | 0   | 0 | Rút lui             |

1. ↑  Vào ngày 22 tháng 1 năm 2023, FIFA thông báo cấm mọi hoạt động của Liên đoàn bóng đá Sri Lanka (FFSL) từ ngày 21 tháng 1 năm 2023 cho đến khi có thông báo mới. Do đó, tất cả các đội hoặc câu lạc bộ trực thuộc liên đoàn bóng đá nước này bị cấm tham dự các giải đấu quốc tế do FIFA tổ chức.

| Singapore | 0–6      | Thái Lan                                                                     |
| --------- | -------- | ---------------------------------------------------------------------------- |
|           | Chi tiết | - Orapin 8' - Pluemjai 21' - Saowalak 58', 77' - Jiraporn 65' - Panittha 87' |

| Mông Cổ              | 2–2      | Singapore              |
| -------------------- | -------- | ---------------------- |
| - Namuunaa 3', 90+4' | Chi tiết | - Tan 42' - Izzati 79' |

| Thái Lan                                                                                     | 6–0      | Mông Cổ |
| -------------------------------------------------------------------------------------------- | -------- | ------- |
| - Nutwadee 11' - Pattaranan 16' - Ploychompoo 27' - Orawan 50' - Jiraporn 69' (ph.đ.), 90+1' | Chi tiết |         |

### Bảng E
- Tất cả các trận đấu diễn ra tại Tajikistan.
- Thời gian được liệt kê là UTC+5:00.

| VT | Đội            | ST | T | H | B | BT | BB | HS  | Đ | Giành quyền tham dự |
| -- | -------------- | -- | - | - | - | -- | -- | --- | - | ------------------- |
| 1  | Philippines    | 3  | 3 | 0 | 0 | 16 | 0  | +16 | 9 | Vòng 2              |
| 2  | Hồng Kông      | 3  | 2 | 0 | 1 | 5  | 4  | +1  | 6 |                     |
| 3  | Pakistan       | 3  | 1 | 0 | 2 | 1  | 6  | −5  | 3 |                     |
| 4  | Tajikistan (H) | 3  | 0 | 0 | 3 | 0  | 12 | −12 | 0 |                     |

| Philippines                                              | 4–0      | Pakistan |
| -------------------------------------------------------- | -------- | -------- |
| - Long 22' - Bolden 26' - Madarang 29' - C. McDaniel 85' | Chi tiết |          |

| Hồng Kông                                                         | 3–0      | Tajikistan |
| ----------------------------------------------------------------- | -------- | ---------- |
| - Khudododova 7' (l.n.) - Sin Chung Yee 45+1' - Halasan Tsang 88' | Chi tiết |            |

| Pakistan | 0–2      | Hồng Kông                         |
| -------- | -------- | --------------------------------- |
|          | Chi tiết | - Chu Po Yan 73' - Lau Yun Yi 90' |

| Tajikistan | 0–8      | Philippines                                                                                                   |
| ---------- | -------- | --- |
|            | Chi tiết | - Harrison 26' - Annis 28' - Frilles 31' - Quezada 35' - Serrano 38' - Alcantara 45+3' - C. McDaniel 60', 89' |

| Philippines                                  | 4–0      | Hồng Kông |
| -------------------------------------------- | -------- | --------- |
| - Bolden 5', 41' - Serrano 44' - Quezada 53' | Chi tiết |           |

| Tajikistan | 0–1      | Pakistan  |
| ---------- | -------- | --------- |
|            | Chi tiết | Malik 26' |

### Bảng F
- Tất cả các trận đấu diễn ra tại Liban.
- Thời gian được liệt kê là UTC+3:00.

| VT | Đội               | ST | T | H | B | BT | BB | HS | Đ | Giành quyền tham dự |
| -- | ----------------- | -- | - | - | - | -- | -- | -- | - | ------------------- |
| 1  | Đài Bắc Trung Hoa | 2  | 2 | 0 | 0 | 9  | 1  | +8 | 6 | Vòng 2              |
| 2  | Liban (H)         | 2  | 1 | 0 | 1 | 6  | 5  | +1 | 3 |                     |
| 3  | Indonesia         | 2  | 0 | 0 | 2 | 0  | 9  | −9 | 0 |                     |

| Liban       | 1–5      | Đài Bắc Trung Hoa                                               |
| ----------- | -------- | --------------------------------------------------------------- |
| - Khoury 9' | Chi tiết | - Hsu Yi-yun 26' - Chang Su-hsin 30', 45' - Ting Chi 32', 90+4' |

| Indonesia | 0–5      | Liban                                                                           |
| --------- | -------- | ------------------------------------------------------------------------------- |
|           | Chi tiết | - Iskandar 29', 79' - Khoury 45+2' (ph.đ.) - Bou Rada 59' (ph.đ.) - Maalouf 69' |

| Đài Bắc Trung Hoa                                                            | 4–0      | Indonesia |
| ---------------------------------------------------------------------------- | -------- | --------- |
| - Wang Hsiang-huei 7' - Hsu Yi-yun 35' - Chere 87' (l.n.) - Wu Kai-ching 90' | Chi tiết |           |

### Bảng G
- Tất cả các trận đấu diễn ra tại Kyrgyzstan.
- Thời gian được liệt kê là UTC+6:00.

| VT | Đội            | ST | T | H | B | BT | BB | HS | Đ | Giành quyền tham dự |
| -- | -------------- | -- | - | - | - | -- | -- | -- | - | ------------------- |
| 1  | Ấn Độ          | 2  | 2 | 0 | 0 | 9  | 0  | +9 | 6 | Vòng 2              |
| 2  | Kyrgyzstan (H) | 2  | 0 | 0 | 2 | 0  | 9  | −9 | 0 |                     |
| 3  | Turkmenistan   | 0  | 0 | 0 | 0 | 0  | 0  | 0  | 0 | Rút lui             |

| Kyrgyzstan | 0–5      | Ấn Độ    |
| ---------- | -------- | -------- |
|            | Chi tiết | - Tamang |

| Ấn Độ                                          | 4–0      | Kyrgyzstan |
| ---------------------------------------------- | -------- | ---------- |
| - R. Sandhiya 18', 57' - Tamang 25' - Renu 85' | Chi tiết |            |

## Vòng 2
Lễ bốc thăm cho vòng loại thứ hai được tổ chức tại tòa nhà AFC ở Kuala Lumpur, Malaysia vào ngày 18 tháng 5 năm 2023. Mười hai đội sẽ được chia thành ba bảng bốn đội, với hạt giống được xếp theo vị trí trên Bảng xếp hạng FIFA gần nhất tại thời điểm bốc thăm (tháng 3 năm 2023).
| Nhóm 1                                                 | Nhóm 2                                                      | Nhóm 3                                                      | Nhóm 4                                               |
| ------------------------------------------------------ | ----------------------------------------------------------- | ----------------------------------------------------------- | ---------------------------------------------------- |
| 1. Úc (10) (H) 2. Nhật Bản (11) 3. Trung Quốc (13) (H) | 1. Hàn Quốc (17) 2. Việt Nam (33) 3. Đài Bắc Trung Hoa (37) | 1. Thái Lan (44) 2. Philippines (49) 3. Uzbekistan (50) (H) | 1. Ấn Độ (61) 2. Iran (67) 3. CHDCND Triều Tiên (NR) |

Ghi chú
- Các đội tuyển in đậm lọt vào vòng loại thứ ba.
- (H): Chủ nhà bảng đấu loại ở vòng 2

| Lượt đấu   | Ngày đấu             | Các trận đấu |
| ---------- | -------------------- | ------------ |
| Lượt đấu 1 | 26 tháng 10 năm 2023 | 1 v 4, 2 v 3 |
| Lượt đấu 2 | 29 tháng 10 năm 2023 | 4 v 2, 3 v 1 |
| Lượt đấu 3 | 1 tháng 11 năm 2023  | 1 v 2, 3 v 4 |

### Bảng A
- Tất cả các trận đấu diễn ra tại Perth, Úc. Do yêu cầu từ cổ động viên, các trận đấu của lượt thứ hai được chuyển sang sân vận động Perth với sức chứa lớn hơn.[5]
- Thời gian được liệt kê là UTC+8.

| VT | Đội               | ST | T | H | B | BT | BB | HS  | Đ | Giành quyền tham dự |
| -- | ----------------- | -- | - | - | - | -- | -- | --- | - | ------------------- |
| 1  | Úc (H)            | 3  | 3 | 0 | 0 | 13 | 0  | +13 | 9 | Vòng 3              |
| 2  | Philippines       | 3  | 2 | 0 | 1 | 5  | 9  | −4  | 6 |                     |
| 3  | Iran              | 3  | 0 | 1 | 2 | 0  | 3  | −3  | 1 |                     |
| 4  | Đài Bắc Trung Hoa | 3  | 0 | 1 | 2 | 1  | 7  | −6  | 1 |                     |

| Đài Bắc Trung Hoa | 1–4      | Philippines                                               |
| ----------------- | -------- | --------------------------------------------------------- |
| Hsu Yi-yun 47'    | Chi tiết | - Bolden 54' (ph.đ.), 83' - Guillou 61' - C. McDaniel 90' |

| Úc                         | 2–0      | Iran |
| -------------------------- | -------- | ---- |
| - Carpenter 19' - Kerr 78' | Chi tiết |      |

| Philippines | 0–8      | Úc                                                                      |
| ----------- | -------- | ----------------------------------------------------------------------- |
|             | Chi tiết | - Fowler 15' - Kerr 19', 45+2', 46' - Foord 30', 34', 56' - Wheeler 72' |

| Iran | 0–0      | Đài Bắc Trung Hoa |
| ---- | -------- | ----------------- |
|      | Chi tiết |                   |

| Philippines | 1–0      | Iran |
| ----------- | -------- | ---- |
| - Annis 19' | Chi tiết |      |

| Úc                                   | 3–0      | Đài Bắc Trung Hoa |
| ------------------------------------ | -------- | ----------------- |
| - Fowler 62' - Kerr 68' - Yallop 76' | Chi tiết |                   |

### Bảng B
- Tất cả các trận đấu diễn ra tại Hạ Môn, Trung Quốc.
- Thời gian được liệt kê là UTC+8.

| VT | Đội               | ST | T | H | B | BT | BB | HS  | Đ | Giành quyền tham dự |
| -- | ----------------- | -- | - | - | - | -- | -- | --- | - | ------------------- |
| 1  | CHDCND Triều Tiên | 3  | 2 | 1 | 0 | 9  | 1  | +8  | 7 | Vòng 3              |
| 2  | Hàn Quốc          | 3  | 1 | 2 | 0 | 11 | 2  | +9  | 5 |                     |
| 3  | Trung Quốc (H)    | 3  | 1 | 1 | 1 | 5  | 3  | +2  | 4 |                     |
| 4  | Thái Lan          | 3  | 0 | 0 | 3 | 1  | 20 | −19 | 0 |                     |

| Hàn Quốc | 10–1     | Thái Lan         |
| --- | -------- | ---------------- |
| - Phair 33', 56', 66' - Chun Ga-ram 36', 49', 75' - Kang Chae-rim 39', 54' - Lee Geum-min 68' - Moon Mi-ra 72' | Chi tiết | - Moondong 90+3' |

| Trung Quốc       | 1–2      | CHDCND Triều Tiên                      |
| ---------------- | -------- | -------------------------------------- |
| - Yan Jinjin 51' | Chi tiết | - Sung Hyang-sim 4' - Han Jin-hong 76' |

| CHDCND Triều Tiên | 0–0      | Hàn Quốc |
| ----------------- | -------- | -------- |
|                   | Chi tiết |          |

| Thái Lan | 0–3      | Trung Quốc                                         |
| -------- | -------- | -------------------------------------------------- |
|          | Chi tiết | Yan Jinjin 15' · Chen Qiaozhu 68' · Wurigumula 80' |

| Thái Lan | 0–7      | CHDCND Triều Tiên                                                                                  |
| -------- | -------- | -------------------------------------------------------------------------------------------------- |
|          | Chi tiết | Kim Kyong-yong 22', 27', 59' · Sung Hyang-sim 24' · Kim Jong-sim 80' · Ri Hak 86' · Ju Hyo-sim 89' |

| Trung Quốc        | 1–1      | Hàn Quốc          |
| ----------------- | -------- | ----------------- |
| Wang Shanshan 78' | Chi tiết | Shim Seo-yeon 62' |

### Bảng C
- Tất cả các trận đấu diễn ra tại Tashkent, Uzbekistan.
- Thời gian được liệt kê là UTC+5.

| VT | Đội            | ST | T | H | B | BT | BB | HS  | Đ | Giành quyền tham dự |
| -- | -------------- | -- | - | - | - | -- | -- | --- | - | ------------------- |
| 1  | Nhật Bản       | 3  | 3 | 0 | 0 | 11 | 0  | +11 | 9 | Vòng 3              |
| 2  | Uzbekistan (H) | 3  | 2 | 0 | 1 | 4  | 2  | +2  | 6 | Vòng 3              |
| 3  | Việt Nam       | 3  | 1 | 0 | 2 | 3  | 4  | −1  | 3 |                     |
| 4  | Ấn Độ          | 3  | 0 | 0 | 3 | 1  | 13 | −12 | 0 |                     |

| Nhật Bản                                                                               | 7–0      | Ấn Độ |
| -------------------------------------------------------------------------------------- | -------- | ----- |
| - Nakashima 17', 46' - Hayashi 53' - Tanaka 54' - Moriya 56' - Seike 73' - Naomoto 81' | Chi tiết |       |

| Việt Nam | 0–1      | Uzbekistan          |
| -------- | -------- | ------------------- |
|          | Chi tiết | - Khabibullaeva 30' |

| Ấn Độ             | 1–3      | Việt Nam                                         |
| ----------------- | -------- | ------------------------------------------------ |
| - R. Sandhiya 80' | Chi tiết | - Huỳnh Như 4' - Hải Linh 22' - Phạm Hải Yến 73' |

| Uzbekistan | 0–2      | Nhật Bản                 |
| ---------- | -------- | ------------------------ |
|            | Chi tiết | - Minami 10' - Chiba 15' |

| Nhật Bản                   | 2–0      | Việt Nam |
| -------------------------- | -------- | -------- |
| - Shimizu 40' - Moriya 53' | Chi tiết |          |

| Uzbekistan                         | 3–0      | Ấn Độ |
| ---------------------------------- | -------- | ----- |
| - Kudratova 2' - Karachik 51', 83' | Chi tiết |       |

### Xếp hạng các đội nhì bảng đấu
| VT | Bg | Đội         | ST | T | H | B | BT | BB | HS | Đ | Giành quyền tham dự |
| -- | -- | ----------- | -- | - | - | - | -- | -- | -- | - | ------------------- |
| 1  | C  | Uzbekistan  | 3  | 2 | 0 | 1 | 4  | 2  | +2 | 6 | Vòng 3              |
| 2  | A  | Philippines | 3  | 2 | 0 | 1 | 5  | 9  | −4 | 6 |                     |
| 3  | B  | Hàn Quốc    | 3  | 1 | 2 | 0 | 11 | 2  | +9 | 5 |                     |

## Vòng 3
Vòng thứ ba dự kiến diễn ra vào ngày 27 tháng 11 và ngày 6 tháng 12 năm 2023, sau đó được dời sang các ngày 24 và 28 tháng 2 năm 2024. Hai đội thắng ở vòng này sẽ trực tiếp giành quyền tham dự Thế vận hội Mùa hè 2024.
Phân chia các cặp đấu
Việc ghép cặp cho các cặp đấu tùy thuộc vào đội xếp thứ nhì bảng giành quyền đi tiếp từ vòng 2.
| Đội xếp thứ nhì từ bảng |    | 1A v. | 1B v. | 1C v. |
| ----------------------- | -- | ----- | ----- | ----- |
| A                       | 1C | 2A    | 1A    |       |
| B                       | 1B | 1A    | 2B    |       |
| C                       | 2C | 1C    | 1B    |       |

| Đội 1             | TTS  | Đội 2    | Lượt đi | Lượt về |
| ----------------- | ---- | -------- | ------- | ------- |
| Uzbekistan        | 0–13 | Úc       | 0–3     | 0–10    |
| CHDCND Triều Tiên | 1–2  | Nhật Bản | 0–0     | 1–2     |

| Uzbekistan | 0–3      | Úc                                    |
| ---------- | -------- | ------------------------------------- |
|            | Chi tiết | - Heyman 74' - Fowler 84' - Foord 86' |

| Úc | 10–0     | Uzbekistan |
| --- | -------- | ---------- |
| - Asadova 1' (l.n.) - Heyman 4', 8', 16', 45+3' - Torpey 22' - Fowler 36' - Foord 38' - Raso 68' - Sayer 90+4' | Chi tiết |            |

Úc thắng với tổng tỷ số 13–0.
| CHDCND Triều Tiên | 0–0 | Nhật Bản |
| ----------------- | --- | -------- |
|                   |     |          |

| Nhật Bản              | 2–1      | CHDCND Triều Tiên  |
| --------------------- | -------- | ------------------ |
| - Hana 26' - Aoba 76' | Chi tiết | - Kim Hye-yong 81' |

Nhật Bản thắng với tổng tỷ số 2–1.

## Các đội tuyển vượt qua vòng loại
Hai đội tuyển sau đây từ AFC đã vượt qua vòng loại để tham dự Giải bóng đá nữ Thế vận hội Mùa hè 2024.
| Đội tuyển | Ngày vượt qua vòng loại | Tham dự lần trước tại Thế vận hội Mùa hè1 |
| --------- | ----------------------- | ----------------------------------------- |
| Úc        | 28 tháng 2 năm 2024     | 4 (20002, 20042, 20162, 2020)             |
| Nhật Bản  | 28 tháng 2 năm 2024     | 5 (1996, 2004, 2008, 2012, 2020)          |

1 Chữ đậm là nhà vô địch năm đó. Chữ nghiêng là chủ nhà năm đó.
2 Úc vượt qua vòng loại với tư cách là thành viên của OFC từ năm 2000 đến năm 2004.

## Cầu thủ ghi bàn
Đã có 183 bàn thắng ghi được trong 46 trận đấu, trung bình 3.98 bàn thắng mỗi trận đấu.
9 bàn thắng
- Diyorakhon Khabibullaeva

5 bàn thắng
- Sam Kerr
- Sarina Bolden

4 bàn thắng
- Caitlin Foord
- Kim Kyong-yong
- Chandler McDaniel
- Lyudmila Karachik
- Phạm Hải Yến

3 bàn thắng
- Mary Fowler
- Namgyel Dema
- Hsu Yi-yun
- Sandhiya Ranganathan
- Anju Tamang
- Chun Ga-ram
- Casey Phair
- Jiraporn Mongkoldee
- Nilufar Kudratova
- Huỳnh Như

2 bàn thắng
- Yan Jinjin
- Chang Su-hsin
- Ting Chi
- Renu Rani
- Miyabi Moriya
- Yoshino Nakashima
- Maysa Jbarah
- Lili Iskandar
- Pilar Khoury
- Narmandakh Namuunaa
- Sung Hyang-sim
- Tahnai Annis
- Quinley Quezada
- Meryll Serrano
- Kang Chae-rim
- Saowalak Pengngam
- Maftuna Shoyimova
- Umida Zoirova

1 bàn thắng
- Ellie Carpenter
- Michelle Heyman
- Clare Wheeler
- Tameka Yallop
- Jamyang Choden
- Sunita Rai
- Chen Qiaozhu
- Wang Shanshan
- Wurigumula
- Wang Hsiang-huei
- Wu Kai-ching
- Chu Po Yan
- Lau Yun Yi
- Sin Chung Yee
- Halasan Tsang
- Hemam Shilky Devi
- Soumya Guguloth
- Afsaneh Chatrenoor
- Negin Zandi
- Remina Chiba
- Honoka Hayashi
- Moeka Minami
- Hikaru Naomoto
- Kiko Seike
- Risa Shimizu
- Mina Tanaka
- Sarah Abu-Sabbah
- Ayah Al-Majali
- Yara Bou Rada
- Christy Maalouf
- Win Theingi Tun
- Sabitra Bhandari
- Han Jin-hong
- Ju Hyo-sim
- Kim Jong-sim
- Ri Hak
- Zahmena Malik
- Maya Alcantara
- Carleigh Frilles
- Katrina Guillou
- Sofia Harrison
- Hali Long
- Eva Madarang
- Izzati Rosni
- Danelle Tan
- Lee Geum-min
- Moon Mi-ra
- Shim Seo-yeon
- Pattaranan Aupachai
- Panittha Jeeratanapavibul
- Orawan Keereesuwannakul
- Rinyaphat Moondong
- Nutwadee Pram-nak
- Ploychompoo Somnonk
- Pluemjai Sontisawat
- Orapin Waenngoen
- Godelivia
- Nilda
- Ilvina Ablyakimova
- Nafisa Nabiqulova
- Aziza Norboeva
- Nguyễn Thị Bích Thùy
- Trần Thị Hải Linh
- Nguyễn Thị Thanh Nhã

1 bàn phản lưới nhà
- Remini Chere (trong trận gặp Đài Bắc Trung Hoa)
- Nekubakht Khudododova (trong trận gặp Hồng Kông)